# Absent Friend
Chansons représentant la Suède au Concours Eurovision de la chanson
En gång i Stockholm
(1963) Nygammal vals
(1966)
Absent Friend (« Ami absent », titre original suédois : Annorstädes vals, « La valse d'ailleurs ») est une chanson interprétée par le chanteur suédois Ingvar Wixell, sortie en 1965 en single 45 tours.
C'est la chanson représentant la Suède au Concours Eurovision de la chanson 1965.

## À l'Eurovision

### Sélection
La chanson est sélectionnée le 13 février 1965 en remportant le Melodifestivalen 1965, alors sous sa version originale en suédois Annorstädes vals, pour représenter la Suède au Concours Eurovision de la chanson 1965 le 20 mars à Naples.
C'est finalement l'adaptation en anglais sous le titre « Absent Friend » qui fut choisie au lieu de l'original en suédois, brisant la coutume qui voulait que chaque artiste d'un pays participant interprétait sa chanson dans la langue du pays. C'est alors également la première fois que la Suède n'est pas représentée par une chanson suédophone.

### À Naples
La chanson est intégralement interprétée en anglais, et non en suédois, comme le veut la coutume avant 1966. L'orchestre est dirigé par William Lind.
Absent Friend est la dixième chanson interprétée lors de la soirée du concours, suivant Va dire à l'amour de Marjorie Noël pour Monaco et précédant N'avoue jamais de Guy Mardel pour la France.
À l'issue du vote, elle obtient 6 points, se classant 10e sur 18 chansons,.

## Liste des titres
| A1. | Absent Friend         | Alf Henrikson, Dag Ivar Wirén |  |
| B1. | Sleigh Ride to Spring | Bobbie Ericson                |  |

## Classements

### Classements hebdomadaires
| Classement (1965)                                             | Meilleure position |
| ------------------------------------------------------------- | ------------------ |
| Suède (SR Svensktoppen) Annorstädes vals (version en suédois) | 9                  |

## Historique de sortie
| Pays  | Titre            | Date | Format              | Label              |
| ----- | ---------------- | ---- | ------------------- | ------------------ |
| Suède | Absent Friend    | 1965 | 45 tours            | His Master's Voice |
| Suède | Annorstädes vals | 1965 | super 45 tours (EP) | His Master's Voice |